# Ochthebius apache
Ochthebius apache är en skalbaggsart som beskrevs av Perkins 1980. Ochthebius apache ingår i släktet Ochthebius och familjen vattenbrynsbaggar. Inga underarter finns listade i Catalogue of Life.